# Dmítrov
Dmítrov - Дмитров (rus) - és una ciutat de l'óblast de Moscou, a Rússia.

## Història
Dmítrov fou fundada en un bosc per Iuri Dolgoruki el 1154 a l'indret on va néixer el seu fill Vsévolod III. El seu nom prové del fet que el sant patró de Vsevolod era Demetri. Al segle xiii la vila es trobava en la confluència de les fronteres de Moscòvia, Tver i Pereslavl-Zalesski. La vila va pertànyer als prínceps de Galícia-Mersky, més al nord, fins al 1364, i de seguida s'incorporà a Moscòvia. Demetri I de Moscou i el seu net Basili II acordaren Dmítrov com herència als seus fills més petits, i així fou com la vila esdevingué la capital de tot un petit principat.
El regnat de Iuri Ivànovitx (1503-1533), fill d'Ivan III, inaugurà l'època d'or de Dmítrov. Fou durant el seu regnat que es construïren el kremlin i la catedral de l'Assumpció, així com una segona catedral dedicada als sants Boris i Gleb. De seguida la vila passà a les mans del seu germà Iuri, André de Staritsa. El 1569 fou conquerida per Vladímir de Staritsa i incorporada a Oprítxnina, quan entrà en una fase de declivi. La vila patí diverses destruccions durant els problemes de l'Interregne, al començament del segle xvii, quan fou saquejada pels polonesos.
El 1812 Dmítrov fou ocupada per la Grande Armée. Durant els anys 1930 el kremlin fou investigat pels arqueòlegs soviètics. Fora de la catedral de l'Assumpció, els principals monuments de la regió de Dmítrov són el monestir de Sant Borís i Sant Gleb, el monestir de Sant Nicolau, a la vora del Petxnotxa, i el de la Nativitat de la Verge a Medvejia Pustin, tots tres del segle xv.